# Бассия простёртая
Бассия простёртая, или распростёртая, или стелющаяся (лат. Bassia prostrata) — вид растений рода Бассия (Bassia) семейства Амарантовые (Amaranthaceae).

## Ботаническое описание
Полукустарничек или полукустарник с толстым деревянистым корнем и многоглавым укороченным стеблем, несущим деревянистые же распростёртые побеги, из которых уже выходят прямые или при основании восходящие травянистые ветви в 5—65 см высотой. Деревянистые части покрыты буровато-серой корой, травянистые же ветви, иногда красноватые, более или менее густо усажены тонкими спутанными волосками. Листья жёсткие, прижато-волосистые, узколинейные или линейно-нитевидные, острые, сверху плоские, на нижней стороне немного закруглённые, 0,5—3 см длиной и 0,5—2 мм шириной; из пазух нижних и средних выходят укороченные веточки с пучками листьев.
Цветки по 1—5 в пазухах верхних листьев, образуют на концах ветвей облиственные, в верхней части плотные, внизу прерывистые колосья 1—12 см длиной. Околоцветник прижато-волосистый, при плодах с горизонтально отстоящими плоскими, перепончатыми, гладкими крыловидными выростами продолговатой, почти ромбической или округлой формы, которые на конце тупые, по краям обыкновенно неясно зазубренные, равные или немного превышающие поперечник плода, 1—1,5 мм длиной, с красноватыми или коричневыми продольными жилками.

## Распространение и экология
Северная Африка и Евразия. Растёт на в степной и пустынно-степной областях, где обитает нередко на солонцеватых почвах или же на песках, каменистых или щебнистых склонах холмов и гор.

## Синонимы
- Chenolea lanata Jacq. ex Moq.
- Chenopodium augustanum All.
- Chenopodium camphoratifolium Pourr.
- Chenopodium camphorosmoides Moq.
- Chenopodium lineare Steud.
- Chenopodium sericeum Vitman
- Chenopodium villosum Moq.
- Kochia prostrata (L.) Schrad. — Кохия простёртая
- Kochia suffruticulosa Less.
- Kochia toseffii (Urum.) Pénzes
- Salsola prostrata L.basionym
- Salsola toseffii Urum.